# فیلیپ یاگیوا
فیلیپ یاگیوا (انگلیسی: Filip Jagiełło؛ زادهٔ ۸ اوت ۱۹۹۷) بازیکن فوتبال اهل لهستان است.
از باشگاه‌هایی که در آن بازی کرده‌است می‌توان به اشاره کرد.
وی همچنین در تیم‌های ملی فوتبال نوجوانان، جوانان ، زیر ۲۰ سال و زیر ۲۱ سال لهستان بازی کرده‌است.